# Ligue des champions de l'UEFA 2021-2022
Navigation
Édition 2020-2021 Édition 2022-2023
La Ligue des champions 2021-2022 est la 67e édition de la coupe d'Europe des clubs champions. Quatre-vingt clubs européens y participent. Cette compétition organisée par l'UEFA oppose les meilleurs clubs européens qui se sont illustrés dans leurs championnats respectifs la saison précédente.
Le vainqueur de la Ligue des champions dispute ensuite la Supercoupe de l'UEFA 2022 ainsi que la Coupe du monde des clubs de la FIFA 2022 et est directement qualifié pour la phase de groupes de la Ligue des champions suivante.

## Format
Le format de cette compétition est le suivant :
- Une phase de qualification composée de cinq tours de qualification, dont le premier est dit préliminaire et le dernier est dit de barrage. Les clubs sont séparés en deux séries de qualifications, l'une pour les champions nationaux (dite Voie des champions) et l'autre pour les non-champions (dite Voie de la Ligue) à partir du deuxième tour de qualification.
- Une phase de groupes, qui consiste en huit mini-championnats de quatre équipes par groupe. Les deux premiers de chaque groupe, soit un total de 16 équipes, poursuivent la compétition. En cas d'égalité de points entre deux ou plusieurs équipes, le classement est déterminé d'abord par la différence de points particulière entre les équipes à égalité puis la différence de buts particulière.
- Une phase à élimination directe : huitièmes de finale, quarts de finale et demi-finales en aller-retour, puis finale sur terrain neutre.

Le 24 juin 2021, l'UEFA annonce que la règle des buts marqués à l'extérieur est abolie par l'UEFA à partir de cette saison. Par conséquent, si lors d'une rencontre à élimination directe en matchs aller-retour deux équipes sont à égalité après avoir inscrit le même total de buts, la répartition des buts marqués à domicile et à l'extérieur sera ignorée et une prolongation de 30 minutes sera systématiquement disputée à la fin du temps règlementaire du match retour.

## Participants
Quatre-vingt équipes provenant de 54 associations membres de l'UEFA participeront à la Ligue des champions 2021‑2022.
La liste d'accès est modifiée dans le cadre de l'évolution des compétitions interclubs de l’UEFA pour le cycle 2021-24.
D'après les coefficients UEFA des pays 2019-2020, une liste définit d’abord le nombre de clubs qu’une association a droit d’envoyer.
- Le vainqueur de la Ligue des champions de l'UEFA 2020-2021 est qualifié d'office ;
- Le vainqueur de la Ligue Europa 2020-2021 est qualifié d'office ;
- Les associations aux places 1 à 4 envoient les quatre meilleurs clubs de leur championnat ;
- Les associations aux places 5 à 6 envoient les trois meilleurs clubs de leur championnat ;
- Les associations aux places 7 à 15 envoient les deux meilleurs clubs de leur championnat ;
- Les associations aux places 16 à 55, envoient le meilleur club de leur championnat (excepté le Liechtenstein qui n'a pas de championnat).

Dans un second temps, le rang en championnat détermine le tour d’arrivée.
D'autre part :
- Si le tenant du titre de la Ligue des champions de l'UEFA 2020-2021 est déjà qualifié pour la phase de groupes via son championnat, le champion de la 11e association (Turquie) se qualifie directement pour la phase de groupes, les associations suivantes avancent d'une place, et la voie des champions est rééquilibrée en conséquence, la priorité étant donnée au club de l'association la mieux classée dans le tour correspondant de la liste d'accès.
- Si le tenant du titre de la Ligue Europa 2020-2021 est déjà qualifié pour la phase de groupes via son championnat, le troisième du championnat de la cinquième association (France), se qualifie directement pour la phase de groupes, et la voie de la ligue est rééquilibrée en conséquence, la priorité étant donnée au club de l'association la mieux classée dans le tour correspondant de la liste d'accès.
- Si les tenants du titre de la Ligue des Champions et / ou de la Ligue Europa se qualifient pour les tours préliminaires via leur championnat, leur place est libérée et les équipes des associations les mieux classées dans les tours précédents seront promues en conséquence.
- Une association peut avoir un maximum de cinq équipes dans la phase de groupes.

|     | Espagne                      | Angleterre                  | Allemagne                  | Italie                    |
| --- | ---------------------------- | --------------------------- | -------------------------- | ------------------------- |
| 1er | Atlético de Madrid (115.000) | Manchester City (125.000)   | Bayern Munich (134.000)    | Inter Milan (53.000)      |
| 2e  | Real Madrid (127.000)        | Manchester United (113.000) | RB Leipzig (66.000)        | AC Milan (31.000)         |
| 3e  | FC Barcelone (122.000)       | Liverpool FC (101.000)      | Borussia Dortmund (90.000) | Atalanta Bergame (50.500) |
| 4e  | Séville FC (98.000)          | Chelsea FC (98.000)         | VfL Wolfsburg (14.714)     | Juventus FC (122.000)     |

|     | France                        | Portugal             |
| --- | ----------------------------- | -------------------- |
| 1er | LOSC Lille (14.000)           | Sporting CP (45.000) |
| 2e  | Paris Saint-Germain (113.000) | FC Porto (87.000)    |

|     | Russie                            | Belgique                | Ukraine              | Pays-Bas                | Turquie              | Vainqueur de la Ligue Europa 2020-2021 |
| --- | --------------------------------- | ----------------------- | -------------------- | ----------------------- | -------------------- | -------------------------------------- |
| 1er | Zénith Saint-Pétersbourg (50.000) | Club Bruges KV (35.500) | Dynamo Kiev (47.000) | Ajax Amsterdam (82.500) | Beşiktaş JK (49.000) | Villarreal CF (63.000)                 |

| Barrages | Barrages |
| --- | --- |
| - Autriche : RB Salzbourg (59.000) | - Danemark : Brøndby IF (7.000) |
| Troisième tour de qualification | |
| - Écosse : Rangers FC (31.250) | - Tchéquie : Slavia Prague (43.500) |
| Deuxième tour de qualification | |
| - Chypre : Omónia Nicosie (5.550) - Suisse : BSC Young Boys (35.000) | - Grèce : Olympiakos (43.000) - Serbie : Étoile rouge de Belgrade (32.500) |
| Premier tour de qualification | |
| - Croatie : Dinamo Zagreb (44.500) - Suède : Malmö FF (18.500) - Norvège : FK Bodø/Glimt (4.200) - Israël : Maccabi Haïfa (4.875) - Kazakhstan : Kaïrat Almaty (6.000) - Biélorussie : Chakhtior Salihorsk (5.250) - Azerbaïdjan : Neftchi Bakou (5.000) - Bulgarie : Ludogorets Razgrad (28.000) - Roumanie : CFR Cluj (16.500) - Pologne : Legia Varsovie (16.500) - Slovaquie : Slovan Bratislava (7.500) - Slovénie : NŠ Mura (3.000) - Hongrie : Ferencváros TC (13.500) - Luxembourg : Fola Esch (5.250) - Lituanie : Žalgiris Vilnius (6.500) | - Arménie : Alashkert FC (6.500) - Lettonie : Riga FC (5.500) - Albanie : Teuta Durrës (2.750) - Macédoine du Nord : FK Shkëndija (9.000) - Bosnie-Herzégovine : FK Borac Banja Luka (1.600) - Moldavie : Sheriff Tiraspol (14.500) - Irlande : Shamrock Rovers (4.750) - Finlande : HJK Helsinki (5.500) - Géorgie : Dinamo Tbilissi (6.500) - Malte : Hibernians FC (3.750) - Islande : Valur Reykjavik (4.250) - Pays de Galles : Connah's Quay Nomads (4.750) - Irlande du Nord : Linfield FC (5.250) - Gibraltar : Lincoln Red Imps (5.750) - Monténégro : Budućnost Podgorica (6.000) - Estonie : Flora Tallinn (6.250) |
| Tour préliminaire | |
| - Kosovo : FC Pristina (2.250) - Îles Féroé : HB Tórshavn (2.250) | - Andorre : Inter Club d'Escaldes (1.500) - Saint-Marin : Folgore Falciano (1.000) |

| Barrages |
| --- |
| Aucun club |
| Troisième tour de qualification |
| - Troisièmes du championnat - France : AS Monaco (36.000) - Portugal : SL Benfica (58.000) - Deuxièmes du championnat - Russie : Spartak Moscou (18.500) - Belgique : KRC Genk (30.000) - Ukraine : Chakhtar Donetsk (79.000)                |
| Deuxième tour de qualification |
| - Deuxièmes du championnat - Pays-Bas : PSV Eindhoven (29.000) - Turquie : Galatasaray SK (17.000) - Autriche : Rapid Vienne (17.000) - Danemark : FC Midtjylland (13.500) - Écosse : Celtic FC (34.000) - Tchéquie : Sparta Prague (17.500) |

## Calendrier
| Nom                                                  | Tirage au sort     | Date aller                                          | Date retour                                    | Équipes participantes |
| ---------------------------------------------------- | ------------------ | --------------------------------------------------- | ---------------------------------------------- | --------------------- |
| Phase qualificative (22 juin-25 août 2021)           |                    |                                                     |                                                |                       |
| Tour préliminaire                                    | 8 juin à Nyon      | 22 juin (demi-finales)                              | 25 juin (finale)                               | 4                     |
| Premier tour de qualification                        | 15 juin à Nyon     | 6 & 7 juillet                                       | 13 & 14 juillet                                | 32 (1 + 31)           |
| Deuxième tour de qualification                       | 16 juin à Nyon     | 20 & 21 juillet                                     | 27 & 28 juillet                                | 26 (16 + 10)          |
| Troisième tour de qualification                      | 19 juillet à Nyon  | 3 & 4 août                                          | 10 août                                        | 20 (13 + 7)           |
| Barrages                                             | 2 août à Nyon      | 17 & 18 août                                        | 24 & 25 août                                   | 12 (10 + 2)           |
| Phase de groupes (14 septembre-8 décembre 2021)      |                    |                                                     |                                                |                       |
| Journées 1 et 6 Journées 2 et 5 Journées 3 et 4      | 26 août à Istanbul | 14 & 15 septembre 28 & 29 septembre 19 & 20 octobre | 7 & 8 décembre 23 & 24 novembre 2 & 3 novembre | 32 (6 + 26)           |
| Phase à élimination directe (15 février-28 mai 2022) |                    |                                                     |                                                |                       |
| Huitièmes de finale                                  | 13 décembre à Nyon | 15/16 & 22/23 février                               | 8/9 & 15/16 mars                               | 16                    |
| Quarts de finale                                     | 18 mars à Nyon     | 5 & 6 avril                                         | 12 & 13 avril                                  | 8                     |
| Demi-finale                                          | 18 mars à Nyon     | 26 & 27 avril                                       | 3 & 4 mai                                      | 4                     |
| Finale                                               | 18 mars à Nyon     | 28 mai 2022                                         | 28 mai 2022                                    | 2                     |

## Phase qualificative

### Tour préliminaire
Le tirage au sort du tour préliminaire a lieu le 8 juin 2021 à Nyon. Il concerne les champions des quatre associations les moins bien classées au classement UEFA à l'issue de la saison 2019-2020, qui sont le Kosovo, les îles Féroé, Andorre et Saint-Marin. Ce tour prend la forme d'un mini-tournoi à élimination directe sur une seule manche. Les deux vainqueurs des deux premiers matchs s'affrontent ensuite lors d'un match décisif dont le gagnant se qualifie pour le premier tour de qualification. Les trois équipes perdantes sont quant à elles reversées au deuxième tour de qualification de la Ligue Europa Conférence.
Les matchs ont lieu le 22 juin et le 25 juin. L'intégralité de ce tour devait être disputée aux Îles Féroé ; néanmoins, l'UEFA décide de changer de pays hôte en raison de la situation sanitaire liée à la pandémie de Covid-19 aux Îles Féroé, et relocalise ce tour préliminaire en Albanie.
| Têtes de série | Têtes de série | -                     | -     |
| -------------- | -------------- | --------------------- | ----- |
| HB Tórshavn    | 2.250          | Inter Club d'Escaldes | 1.500 |
| FC Pristina    | 2.250          | SS Folgore/Falciano   | 1.000 |

|  | Demi-finale            | Demi-finale            | Demi-finale            | Demi-finale            |             |             | Finale                 | Finale                 | Finale                 | Finale                 |
|  |                        |                        |                        |                        |             |             |                        |                        |                        |                        |
|  | 22 juin 2021 à Elbasan | 22 juin 2021 à Elbasan | 22 juin 2021 à Elbasan | 22 juin 2021 à Elbasan |             |             | 25 juin 2021 à Elbasan | 25 juin 2021 à Elbasan | 25 juin 2021 à Elbasan | 25 juin 2021 à Elbasan |
|  | SS Folgore/Falciano    | SS Folgore/Falciano    | 0                      | 0                      |             |             | 25 juin 2021 à Elbasan | 25 juin 2021 à Elbasan | 25 juin 2021 à Elbasan | 25 juin 2021 à Elbasan |
|  | SS Folgore/Falciano    | SS Folgore/Falciano    | 0                      | 0                      |             |             | 25 juin 2021 à Elbasan | 25 juin 2021 à Elbasan | 25 juin 2021 à Elbasan | 25 juin 2021 à Elbasan |
|  | FC Pristina            | FC Pristina            | 2                      | 2                      |             |             | 25 juin 2021 à Elbasan | 25 juin 2021 à Elbasan | 25 juin 2021 à Elbasan | 25 juin 2021 à Elbasan |
|  | FC Pristina            | FC Pristina            | 2                      | 2                      | FC Pristina | FC Pristina | 2                      | 2                      |                        |                        |
|  | 22 juin 2021 à Durrës  |                        |                        |                        | FC Pristina | FC Pristina | 2                      | 2                      |                        |                        |
|  |                        |                        | Inter Club d'Escaldes  | Inter Club d'Escaldes  | 0           | 0           |                        |                        |                        |                        |
|  | HB Tórshavn            | HB Tórshavn            | Inter Club d'Escaldes  | Inter Club d'Escaldes  | 0           | 0           | 0                      | 0                      |                        |                        |
|  | HB Tórshavn            | HB Tórshavn            |                        |                        |             |             |                        | 0                      |                        |                        |
|  | Inter Club d'Escaldes  | Inter Club d'Escaldes  | 1                      | 1                      |             |             |                        |                        |                        |                        |
|  | Inter Club d'Escaldes  | Inter Club d'Escaldes  | 1                      | 1                      |             |             |                        |                        |                        |                        |

### Premier tour de qualification
Le tirage au sort du premier tour de qualification a lieu le 15 juin 2021 à Nyon. Il concerne les champions des associations classées entre la 20e et la 51e place au classement UEFA (hors Liechtenstein), auxquels s'ajoute le vainqueur du tour préliminaire, pour un total de trente-deux équipes. Les vainqueurs de ce tour se qualifient pour le deuxième tour de qualification tandis que les perdants sont reversés au deuxième tour de qualification de la Ligue Europa Conférence sauf le perdant de Slovan Bratislava-Shamrock Rovers reversé directement au troisième tour de qualification de la Ligue Europa Conférence, après tirage au sort.
Les matchs aller ont lieu les 6 et 7 juillet et les matchs retour les 13 et 14 juillet.
| Groupe 1           | Groupe 1       | Groupe 1            | Groupe 1 | Groupe 2            | Groupe 2       | Groupe 2             | Groupe 2 |
| Têtes de série     | Têtes de série | -                   | -        | Têtes de série      | Têtes de série | -                    | -        |
| ------------------ | -------------- | ------------------- | -------- | ------------------- | -------------- | -------------------- | -------- |
| Malmö FF           | 18.500         | Riga FC             | 5.500    | CFR Cluj            | 16.500         | HJK Helsinki         | 5.500    |
| Legia Varsovie     | 16.500         | Fola Esch           | 5.250    | FK Shkëndija        | 9.000          | Connah's Quay Nomads | 4.750    |
| Slovan Bratislava  | 7.500          | Shamrock Rovers     | 4.750    | Alashkert FC        | 6.500          | NŠ Mura              | 3.000    |
| Lincoln Red Imps   | 5.750          | FK Bodø/Glimt       | 4.200    | Budućnost Podgorica | 6.000          | Borac Banja Luka     | 1.600    |
| Groupe 3           | Groupe 3       | Groupe 3            | Groupe 3 | Groupe 4            | Groupe 4       | Groupe 4             | Groupe 4 |
| Têtes de série     | Têtes de série | -                   | -        | Têtes de série      | Têtes de série | -                    | -        |
| Ludogorets Razgrad | 28.000         | Chakhtior Salihorsk | 5.250    | Dinamo Zagreb       | 44.500         | Linfield FC          | 5.250    |
| Sheriff Tiraspol   | 14.500         | Neftchi Bakou       | 5.000    | Ferencváros TC      | 13.500         | Valur Reykjavik      | 4.250    |
| Dinamo Tbilissi    | 6.500          | Maccabi Haïfa       | 4.875    | Žalgiris Vilnius    | 6.500          | Hibernians FC        | 3.750    |
| Kaïrat Almaty      | 6.000          | Teuta Durrës        | 2.750    | Flora Tallinn       | 6.250          | FC Pristina †        | 2.250    |

† : Équipe vainqueur du tour préliminaire dont l'identité n'est pas connue au moment du tirage au sort. Le coefficient utilisé lors de ce tirage est donc le plus élevé du tour préliminaire. Les équipes en italique ont éliminé une équipe avec un coefficient plus important au tour précédent et bénéficient du coefficient UEFA de celle-ci au moment du tirage.
| Équipe               | Aller | Total | Retour   | Équipe              |
| -------------------- | ----- | ----- | -------- | ------------------- |
| CS Fola Esch         | 2 - 2 | 2 - 7 | 0 - 5    | Lincoln Red Imps FC |
| Slovan Bratislava    | 2 - 0 | 3 - 2 | 1 - 2    | Shamrock Rovers     |
| Malmö FF             | 1 - 0 | 2 - 1 | 1 - 1    | Riga FC             |
| FK Bodø/Glimt        | 2 - 3 | 2 - 5 | 0 - 2    | Legia Varsovie      |
| Connah's Quay Nomads | 2 - 2 | 2 - 3 | 0 - 1 ap | Alashkert FC        |
| HJK Helsinki         | 3 - 1 | 7 - 1 | 4 - 0    | Budućnost Podgorica |
| CFR Cluj             | 3 - 1 | 4 - 3 | 1 - 2 ap | Borac Banja Luka    |
| KF Shkëndija         | 0 - 1 | 0 - 6 | 0 - 5    | NŠ Mura             |
| Teuta Durrës         | 0 - 4 | 0 - 5 | 0 - 1    | Sheriff Tiraspol    |
| Dinamo Tbilissi      | 1 - 2 | 2 - 4 | 1 - 2    | Neftchi Bakou       |
| Maccabi Haïfa        | 1 - 1 | 1 - 3 | 0 - 2    | Kaïrat Almaty       |
| Ludogorets Razgrad   | 1 - 0 | 2 - 0 | 1 - 0    | Chakhtior Salihorsk |
| Ferencváros TC       | 3 - 0 | 6 - 1 | 3 - 1    | FC Pristina         |
| Žalgiris Vilnius     | 3 - 1 | 5 - 2 | 2 - 1    | Linfield FC         |
| Flora Tallinn        | 2 - 0 | 5 - 0 | 3 - 0    | Hibernians FC       |
| Dinamo Zagreb        | 3 - 2 | 5 - 2 | 2 - 0    | Valur Reykjavik     |

### Deuxième tour de qualification
Le tirage au sort du deuxième tour de qualification a lieu le 16 juin 2021 à Nyon, le lendemain du tirage du premier tour. La phase qualificative se divise à ce moment-là en deux voies distinctes : la voie des Champions et la voie de la Ligue. Comme son nom l'indique, les participants à la première voie sont les champions des associations classées entre la 16e et la 19e place au classement UEFA auxquels s'ajoutent les seize équipes vainqueurs du premier tour de qualification. Quant à la voie de la Ligue, elle se compose des six vice-champions des associations classées entre la 10e et la 15e place au classement UEFA. Les deux voies forment un total de vingt-six équipes. Les vainqueurs de ce tour se qualifient pour le troisième tour de qualification tandis que les perdants sont reversés au troisième tour de qualification de la Ligue Europa.
Les matchs aller ont lieu les 20 et 21 juillet, les matchs retour prennent place le 27 juillet et le 28 juillet.
| Voie des Champions       | Voie des Champions | Voie des Champions | Voie des Champions |
| Groupe 1                 | Groupe 1           | Groupe 1           | Groupe 1           |
| Têtes de série           | Têtes de série     | -                  | -                  |
| ------------------------ | ------------------ | ------------------ | ------------------ |
| Dinamo Zagreb†           | 44.500             | Slovan Bratislava† | 7.500              |
| BSC Young Boys           | 35.000             | Flora Tallinn†     | 6.250              |
| Legia Varsovie†          | 16.500             | Omónia Nicosie     | 5.500              |
| Groupe 2                 |                    |                    |                    |
| Têtes de série           | Têtes de série     | -                  | -                  |
| Olympiakos               | 43.000             | Alashkert FC†      | 6.500              |
| Étoile rouge de Belgrade | 32.500             | Neftchi Bakou†     | 6.500              |
| Sheriff Tiraspol†        | 14.500             | Kaïrat Almaty†     | 6.000              |
| Groupe 3                 |                    |                    |                    |
| Têtes de série           | Têtes de série     | -                  | -                  |
| Ludogorets Razgrad†      | 28.000             | NŠ Mura†           | 9.000              |
| Malmö FF†                | 18.500             | Žalgiris Vilnius†  | 6.500              |
| CFR Cluj†                | 16.500             | HJK Helsinki†      | 6.000              |
| Ferencváros TC†          | 13.500             | Lincoln Red Imps†  | 5.750              |
| Voie de la Ligue         |                    |                    |                    |
| Têtes de série           | Têtes de série     | -                  | -                  |
| Celtic FC                | 34.000             | Rapid Vienne       | 17.000             |
| PSV Eindhoven            | 29.000             | Galatasaray SK     | 17.000             |
| Sparta Prague            | 17.500             | FC Midtjylland     | 13.500             |

† : Équipe vainqueur du premier tour de qualification dont l'identité n'est pas connue au moment du tirage au sort. Le coefficient utilisé lors de ce tirage est donc le plus élevé du premier tour. Les équipes en italique ont éliminé une équipe avec un coefficient plus important au tour précédent et bénéficient du coefficient UEFA de celle-ci au moment du tirage.
| Équipe             | Aller              | Total              | Retour             | Équipe                   |
| Voie des Champions | Voie des Champions | Voie des Champions | Voie des Champions | Voie des Champions       |
| ------------------ | ------------------ | ------------------ | ------------------ | ------------------------ |
| Dinamo Zagreb      | 2 - 0              | 3 - 0              | 1 - 0              | Omónia Nicosie           |
| Slovan Bratislava  | 0 - 0              | 2 - 3              | 2 - 3              | BSC Young Boys           |
| Legia Varsovie     | 2 - 1              | 3 - 1              | 1 - 0              | FC Flora Tallinn         |
| Alashkert FC       | 0 - 1              | 1 - 4              | 1 - 3              | Sheriff Tiraspol         |
| Olympiakos         | 1 - 0              | 2 - 0              | 1 - 0              | Neftchi Bakou            |
| Kaïrat Almaty      | 2 - 1              | 2 - 6              | 0 - 5              | Étoile rouge de Belgrade |
| Lincoln Red Imps   | 1 - 2              | 1 - 4              | 0 - 2              | CFR Cluj                 |
| Malmö FF           | 2 - 1              | 4 - 3              | 2 - 2              | HJK Helsinki             |
| Ferencváros TC     | 2 - 0              | 5 - 1              | 3 - 1              | Žalgiris Vilnius         |
| NŠ Mura            | 0 - 0              | 1 - 3              | 1 - 3              | Ludogorets Razgrad       |
| Voie de la Ligue   |                    |                    |                    |                          |
| Rapid Vienne       | 2 - 1              | 2 - 3              | 0 - 2              | Sparta Prague            |
| Celtic FC          | 1 - 1              | 2 - 3              | 1 - 2 ap           | FC Midtjylland           |
| PSV Eindhoven      | 5 - 1              | 7 - 2              | 2 - 1              | Galatasaray SK           |

### Troisième tour de qualification
Le tirage au sort du troisième tour de qualification a lieu le 19 juillet 2021 à Nyon. Ce tour voit l'entrée en lice, pour la voie des Champions, des champions des associations classées respectivement à la 14e et à la 15e place au classement UEFA, auxquels s'ajoutent les dix vainqueurs de la voie des Champions du deuxième tour. La voie de la Ligue voit l'entrée des vice-champions des associations classées entre la 7e et la 9e place au classement UEFA ainsi que du troisième des associations classées entre la 5e et 6e place, auxquels s'ajoutent les trois vainqueurs de la voie de la Ligue du deuxième tour, pour un total respectif de douze et huit équipes. Les vainqueurs de ce tour se qualifient pour les barrages (quatrième tour). Dans le même temps, les perdants de la voie des Champions sont reversés en barrages de la Ligue Europa tandis que les perdants de la voie de la Ligue sont directement reversés dans la phase de groupes de cette même compétition.
Les clubs russes et ukrainiens ne peuvent pas se rencontrer en raison de la guerre du Donbass.
Les matchs aller ont lieu les 3 et 4 août, les matchs retour le 10 août.
| Voie des Champions         | Voie des Champions | Voie des Champions   | Voie des Champions |
| Groupe 1                   | Groupe 1           | Groupe 1             | Groupe 1           |
| Têtes de série             | Têtes de série     | -                    | -                  |
| -------------------------- | ------------------ | -------------------- | ------------------ |
| Dinamo Zagreb †            | 44.500             | Ludogorets Razgrad † | 28.000             |
| Olympiakos†                | 43.000             | Legia Varsovie †     | 16.500             |
| BSC Young Boys †           | 35.000             | CFR Cluj †           | 16.500             |
| Groupe 2                   |                    |                      |                    |
| Têtes de série             | Têtes de série     | -                    | -                  |
| Slavia Prague              | 43.500             | Malmö FF †           | 18.500             |
| Étoile rouge de Belgrade † | 32.500             | Sheriff Tiraspol †   | 14.500             |
| Rangers FC                 | 31.250             | Ferencváros TC†      | 13.500             |
| Voie de la Ligue           |                    |                      |                    |
| Têtes de série             | Têtes de série     | -                    | -                  |
| Chakhtar Donetsk           | 79.000             | KRC Genk             | 30.000             |
| SL Benfica                 | 58.000             | PSV Eindhoven †      | 29.000             |
| AS Monaco                  | 36.000             | Spartak Moscou       | 18.500             |
| FC Midtjylland†            | 34.000             | Sparta Prague†       | 17.500             |

† : Équipe vainqueur du troisième tour de qualification dont l'identité n'est pas connue au moment du tirage au sort. Le coefficient utilisé lors de ce tirage est donc le plus élevé du deuxième tour. Les équipes en italique ont éliminé une équipe avec un coefficient plus important au tour précédent et bénéficient du coefficient UEFA de celle-ci au moment du tirage.
| Équipe                   | Aller              | Total              | Retour             | Équipe             |
| Voie des Champions       | Voie des Champions | Voie des Champions | Voie des Champions | Voie des Champions |
| ------------------------ | ------------------ | ------------------ | ------------------ | ------------------ |
| Dinamo Zagreb            | 1 - 1              | 2 - 1              | 1 - 0              | Legia Varsovie     |
| CFR Cluj                 | 1 - 1              | 2 - 4              | 1 - 3              | BSC Young Boys     |
| Olympiakos               | 1 - 1              | 3 - 3 (1 - 4 tab)  | 2 - 2 ap           | Ludogorets Razgrad |
| Étoile rouge de Belgrade | 1 - 1              | 1 - 2              | 0 - 1              | Sheriff Tiraspol   |
| Malmö FF                 | 2 - 1              | 4 - 2              | 2 - 1              | Rangers FC         |
| Ferencváros TC           | 2 - 0              | 2 - 1              | 0 - 1              | Slavia Prague      |
| Voie de la Ligue         |                    |                    |                    |                    |
| PSV Eindhoven            | 3 - 0              | 4 - 0              | 1 - 0              | FC Midtjylland     |
| Spartak Moscou           | 0 - 2              | 0 - 4              | 0 - 2              | SL Benfica         |
| KRC Genk                 | 1 - 2              | 2 - 4              | 1 - 2              | Chakhtar Donetsk   |
| Sparta Prague            | 0 - 2              | 1 - 5              | 1 - 3              | AS Monaco          |

### Barrages
Le tirage au sort des barrages a lieu le 2 août 2021 à Nyon. Ce tour voit l'entrée en lice, pour la voie des Champions, des champions des associations classées aux 12e et 13e place au classement UEFA, auxquels s'ajoutent les six vainqueurs de la voie des Champions du troisième tour. La voie de la Ligue ne voit quant à elle aucune entrée et oppose les quatre vainqueurs de la voie de la Ligue du tour précédent, pour un total respectif de huit et quatre équipes. Les six vainqueurs de ce quatrième tour se qualifient pour la phase de groupes de la Ligue des champions tandis que les perdants sont reversés en phase de groupes de la Ligue Europa.
Les matchs aller ont lieu les 17 et 18 août, les matchs retour les 24 et 25 août.
| Voie des Champions   | Voie des Champions | Voie des Champions | Voie des Champions |
| Têtes de série       | Têtes de série     | -                  | -                  |
| -------------------- | ------------------ | ------------------ | ------------------ |
| RB Salzbourg         | 59.000             | BSC Young Boys†    | 35.000             |
| Dinamo Zagreb †      | 44.500             | Sheriff Tiraspol † | 32.500             |
| Ferencváros TC †     | 43.500             | Malmö FF †         | 31.250             |
| Ludogorets Razgrad † | 43.000             | Brøndby IF         | 7.000              |
| Voie de la Ligue     |                    |                    |                    |
| Têtes de série       | Têtes de série     | -                  | -                  |
| Chakhtar Donetsk †   | 79.000             | AS Monaco †        | 36.000             |
| SL Benfica †         | 58.000             | PSV Eindhoven †    | 29.000             |

† : Équipe vainqueur du troisième tour de qualification dont l'identité n'est pas connue au moment du tirage au sort. Le coefficient utilisé lors de ce tirage est donc le plus élevé du troisième tour. Les équipes en italique ont éliminé une équipe avec un coefficient plus important au tour précédent et bénéficient du coefficient UEFA de celle-ci au moment du tirage.
| Équipe             | Aller              | Total              | Retour             | Équipe             |
| Voie des Champions | Voie des Champions | Voie des Champions | Voie des Champions | Voie des Champions |
| ------------------ | ------------------ | ------------------ | ------------------ | ------------------ |
| RB Salzbourg       | 2 - 1              | 4 - 2              | 2 - 1              | Brøndby IF         |
| BSC Young Boys     | 3 - 2              | 6 - 4              | 3 - 2              | Ferencváros TC     |
| Malmö FF           | 2 - 0              | 3 - 2              | 1 - 2              | Ludogorets Razgrad |
| Sheriff Tiraspol   | 3 - 0              | 3 - 0              | 0 - 0              | Dinamo Zagreb      |
| Voie de la Ligue   |                    |                    |                    |                    |
| AS Monaco          | 0 - 1              | 2 - 3              | 2 - 2 ap           | Chakhtar Donetsk   |
| SL Benfica         | 2 - 1              | 2 - 1              | 0 - 0              | PSV Eindhoven      |

## Phase de groupes
Lisbonne
SL Benfica
Sporting CP
Madrid
Atlético de Madrid
Real Madrid
Manchester
Manchester City
Manchester United
Milan
AC Milan
Inter Milan

### Format et tirage au sort
Le tirage au sort de la phase de groupes a lieu le 26 août 2021 à Istanbul. Les 32 équipes participantes sont placées dans quatre chapeaux de huit équipes, sur la base des règles suivantes :
- le chapeau 1 est réservé au tenant du titre, au vainqueur de la Ligue Europa 2020-2021 et aux champions des six meilleures associations sur la base de leur coefficient UEFA en 2020[7]. Si le tenant du titre et/ou le vainqueur de la Ligue Europa est l'un de ces champions, alors le champion de la 7e et/ou de la 8e association rejoint ce chapeau.
- les chapeaux 2, 3 et 4 contiennent les équipes restantes, réparties en fonction de leur coefficient UEFA en 2021[8].

Les 32 équipes sont réparties en huit groupes de quatre équipes, avec comme restriction l'impossibilité pour deux équipes d'une même association de figurer dans le même groupe, ainsi que l'impossibilité pour les équipes russes et ukrainiennes d'être tirées dans un même groupe en raison de la situation politique entre les deux pays.
| Chapeau 1             | Chapeau 1 | Chapeau 2             | Chapeau 2 | Chapeau 3                   | Chapeau 3 | Chapeau 4           | Chapeau 4 |
| --------------------- | --------- | --------------------- | --------- | --------------------------- | --------- | ------------------- | --------- |
| Chelsea FC T SU       | 98.000    | Real Madrid           | 127.000   | FC Porto                    | 87.000    | Beşiktaş JK Ch C    | 49.000    |
| Villarreal CF C3      | 63.000    | FC Barcelone C        | 122.000   | Ajax Amsterdam Ch C         | 82.500    | Dynamo Kiev Ch C    | 47.000    |
| Atlético de Madrid Ch | 115.000   | Juventus FC C         | 120.000   | Chakhtar Donetsk            | 79.000    | Club Bruges KV Ch   | 35.500    |
| Manchester City Ch    | 125.000   | Manchester United     | 113.000   | RB Leipzig                  | 66.000    | BSC Young Boys Ch   | 35.000    |
| Bayern Munich Ch      | 134.000   | Paris Saint-Germain C | 113.000   | RB Salzbourg Ch C           | 59.000    | AC Milan            | 31.000    |
| Inter Milan Ch        | 53.000    | Liverpool FC          | 101.000   | SL Benfica                  | 58.000    | Malmö FF Ch         | 18.500    |
| LOSC Lille Ch         | 14.000    | Séville FC            | 98.000    | Atalanta Bergame            | 50.500    | VfL Wolfsburg       | 14.714    |
| Sporting CP Ch        | 45.000    | Borussia Dortmund C   | 90.000    | Zénith Saint-Pétersbourg Ch | 50.000    | Sheriff Tiraspol Ch | 14.500    |

T : Tenant du titre
Ch : Champion national
C3 : Vainqueur de la Ligue Europa
SU : Vainqueur de la Supercoupe de l'UEFA
C : Vainqueur de la coupe nationale
- Futur qualifié pour les huitièmes de finale
- Futur repêché en barrages pour la phase à élimination directe de la Ligue Europa

### Matchs et classements de la phase de groupes
Légende des classements
- Qualifié pour les huitièmes de finale
- Repêché en barrages pour la phase à élimination directe de la Ligue Europa

Légende des résultats
- Victoire à domicile
- Match nul
- Victoire à l'extérieur

#### Critères de départage
Selon l'article 17.01 du règlement de la compétition, en cas d’égalité de points de plusieurs équipes à l'issue des matches de groupe, les critères suivants sont appliqués dans l'ordre indiqué pour établir leur classement :
1. plus grand nombre de points obtenus dans les matches de groupe disputés entre les équipes concernées ;
2. meilleure différence de buts dans les matches du groupe disputés entre les équipes concernées ;
3. plus grand nombre de buts marqués dans les matches du groupe disputés entre les équipes concernées ;
4. si, après l’application des critères 1 à 3, plusieurs équipes sont toujours à égalité, les critères 1 à 3 sont à nouveau appliqués exclusivement aux matches entre les équipes concernées afin de déterminer leur classement final. Si cette procédure ne donne pas de résultat, les critères 5 à 11 s’appliquent ;
5. meilleure différence de buts dans tous les matches du groupe ;
6. plus grand nombre de buts marqués dans tous les matches du groupe ;
7. plus grand nombre de buts marqués à l’extérieur dans tous les matches du groupe ;
8. plus grand nombre de victoires dans tous les matches du groupe ;
9. plus grand nombre de victoires à l'extérieur dans tous les matches du groupe ;
10. total le plus faible de points disciplinaires sur la base uniquement des cartons jaunes et des cartons rouges reçus durant tous les matches du groupe (carton rouge = 3 points, carton jaune = 1 point, expulsion pour deux cartons jaunes au cours d'un match = 3 points) ;
11. meilleur coefficient de club.

Note : le critère « plus grand nombre de buts marqués à l’extérieur dans les matches du groupe disputés entre les équipes concernées » qui était utilisé lors des éditions précédentes comme quatrième critère de départage a été supprimé par l'UEFA.

#### Groupe A
| Rang | Équipe              | Pts | J | G | N | P | Bp | Bc | Diff |  | Résultats (▼ dom., ► ext.) |     |     |     |     |
| ---- | ------------------- | --- | - | - | - | - | -- | -- | ---- |  | -------------------------- | --- | --- | --- | --- |
| 1    | Manchester City     | 12  | 6 | 4 | 0 | 2 | 18 | 10 | +8   |  | Manchester City            |     | 2-1 | 6-3 | 4-1 |
| 2    | Paris Saint-Germain | 11  | 6 | 3 | 2 | 1 | 13 | 8  | +5   |  | Paris Saint-Germain        | 2-0 |     | 3-2 | 4-1 |
| 3    | RB Leipzig          | 7   | 6 | 2 | 1 | 3 | 15 | 14 | +1   |  | RB Leipzig                 | 2-1 | 2-2 |     | 1-2 |
| 4    | Club Bruges KV      | 4   | 6 | 1 | 1 | 4 | 6  | 20 | -14  |  | Club Bruges KV             | 1-5 | 1-1 | 0-5 |     |

#### Groupe B
| Rang | Équipe             | Pts | J | G | N | P | Bp | Bc | Diff |  | Résultats (▼ dom., ► ext.) |     |     |     |     |
| ---- | ------------------ | --- | - | - | - | - | -- | -- | ---- |  | -------------------------- | --- | --- | --- | --- |
| 1    | Liverpool FC       | 18  | 6 | 6 | 0 | 0 | 17 | 6  | +11  |  | Liverpool FC               |     | 2-0 | 2-0 | 3-2 |
| 2    | Atlético de Madrid | 7   | 6 | 2 | 1 | 3 | 7  | 8  | -1   |  | Atlético de Madrid         | 2-3 |     | 0-0 | 0-1 |
| 3    | FC Porto           | 5   | 6 | 1 | 2 | 3 | 4  | 11 | -7   |  | FC Porto                   | 1-5 | 1-3 |     | 1-0 |
| 4    | AC Milan           | 4   | 6 | 1 | 1 | 4 | 6  | 9  | -3   |  | AC Milan                   | 1-2 | 1-2 | 1-1 |     |

#### Groupe C
| Rang | Équipe            | Pts | J | G | N | P | Bp | Bc | Diff |  | Résultats (▼ dom., ► ext.) |     |     |     |     |
| ---- | ----------------- | --- | - | - | - | - | -- | -- | ---- |  | -------------------------- | --- | --- | --- | --- |
| 1    | Ajax Amsterdam    | 18  | 6 | 6 | 0 | 0 | 20 | 5  | +15  |  | Ajax Amsterdam             |     | 4-2 | 4-0 | 2-0 |
| 2    | Sporting CP       | 9   | 6 | 3 | 0 | 3 | 14 | 12 | +2   |  | Sporting CP                | 1-5 |     | 3-1 | 4-0 |
| 3    | Borussia Dortmund | 9   | 6 | 3 | 0 | 3 | 10 | 11 | -1   |  | Borussia Dortmund          | 1-3 | 1-0 |     | 5-0 |
| 4    | Beşiktaş JK       | 0   | 6 | 0 | 0 | 6 | 3  | 19 | -16  |  | Beşiktaş JK                | 1-2 | 1-4 | 1-2 |     |

#### Groupe D
| Rang | Équipe           | Pts | J | G | N | P | Bp | Bc | Diff |  | Résultats (▼ dom., ► ext.) |     |     |     |     |
| ---- | ---------------- | --- | - | - | - | - | -- | -- | ---- |  | -------------------------- | --- | --- | --- | --- |
| 1    | Real Madrid      | 15  | 6 | 5 | 0 | 1 | 14 | 3  | +11  |  | Real Madrid                |     | 2-0 | 1-2 | 2-1 |
| 2    | Inter Milan      | 10  | 6 | 3 | 1 | 2 | 8  | 5  | +3   |  | Inter Milan                | 0-1 |     | 3-1 | 2-0 |
| 3    | Sheriff Tiraspol | 7   | 6 | 2 | 1 | 3 | 7  | 11 | -4   |  | Sheriff Tiraspol           | 0-3 | 1-3 |     | 2-0 |
| 4    | Chakhtar Donetsk | 2   | 6 | 0 | 2 | 4 | 2  | 12 | -10  |  | Chakhtar Donetsk           | 0-5 | 0-0 | 1-1 |     |

#### Groupe E
| Rang | Équipe        | Pts | J | G | N | P | Bp | Bc | Diff |  | Résultats (▼ dom., ► ext.) |     |     |     |     |
| ---- | ------------- | --- | - | - | - | - | -- | -- | ---- |  | -------------------------- | --- | --- | --- | --- |
| 1    | Bayern Munich | 18  | 6 | 6 | 0 | 0 | 22 | 3  | +19  |  | Bayern Munich              |     | 5-2 | 3-0 | 5-0 |
| 2    | SL Benfica    | 8   | 6 | 2 | 2 | 2 | 7  | 9  | -2   |  | SL Benfica                 | 0-4 |     | 3-0 | 2-0 |
| 3    | FC Barcelone  | 7   | 6 | 2 | 1 | 3 | 2  | 9  | -7   |  | FC Barcelone               | 0-3 | 0-0 |     | 1-0 |
| 4    | Dynamo Kiev   | 1   | 6 | 0 | 1 | 5 | 1  | 11 | -10  |  | Dynamo Kiev                | 1-2 | 0-0 | 0-1 |     |

#### Groupe F
| Rang | Équipe            | Pts | J | G | N | P | Bp | Bc | Diff |  | Résultats (▼ dom., ► ext.) |     |     |     |     |
| ---- | ----------------- | --- | - | - | - | - | -- | -- | ---- |  | -------------------------- | --- | --- | --- | --- |
| 1    | Manchester United | 11  | 6 | 3 | 2 | 1 | 11 | 8  | +3   |  | Manchester United          |     | 2-1 | 3-2 | 1-1 |
| 2    | Villarreal CF     | 10  | 6 | 3 | 1 | 2 | 12 | 9  | +3   |  | Villarreal CF              | 0-2 |     | 2-2 | 2-0 |
| 3    | Atalanta Bergame  | 6   | 6 | 1 | 3 | 2 | 12 | 13 | -1   |  | Atalanta Bergame           | 2-2 | 2-3 |     | 1-0 |
| 4    | BSC Young Boys    | 5   | 6 | 1 | 2 | 3 | 7  | 12 | -5   |  | BSC Young Boys             | 2-1 | 1-4 | 3-3 |     |

#### Groupe G
| Rang | Équipe        | Pts | J | G | N | P | Bp | Bc | Diff |  | Résultats (▼ dom., ► ext.) |     |     |     |     |
| ---- | ------------- | --- | - | - | - | - | -- | -- | ---- |  | -------------------------- | --- | --- | --- | --- |
| 1    | LOSC Lille    | 11  | 6 | 3 | 2 | 1 | 7  | 4  | +3   |  | LOSC Lille                 |     | 1-0 | 0-0 | 0-0 |
| 2    | RB Salzbourg  | 10  | 6 | 3 | 1 | 2 | 8  | 6  | +2   |  | RB Salzbourg               | 2-1 |     | 1-0 | 3-1 |
| 3    | Séville FC    | 6   | 6 | 1 | 3 | 2 | 5  | 5  | 0    |  | Séville FC                 | 1-2 | 1-1 |     | 2-0 |
| 4    | VfL Wolfsburg | 5   | 6 | 1 | 2 | 3 | 5  | 10 | -5   |  | VfL Wolfsburg              | 1-3 | 2-1 | 1-1 |     |

#### Groupe H
| Rang | Équipe                   | Pts | J | G | N | P | Bp | Bc | Diff |  | Résultats (▼ dom., ► ext.) |     |     |     |     |
| ---- | ------------------------ | --- | - | - | - | - | -- | -- | ---- |  | -------------------------- | --- | --- | --- | --- |
| 1    | Juventus FC              | 15  | 6 | 5 | 0 | 1 | 10 | 6  | +4   |  | Juventus FC                |     | 1-0 | 4-2 | 1-0 |
| 2    | Chelsea FC               | 13  | 6 | 4 | 1 | 1 | 13 | 4  | +9   |  | Chelsea FC                 | 4-0 |     | 1-0 | 4-0 |
| 3    | Zénith Saint-Pétersbourg | 5   | 6 | 1 | 2 | 3 | 10 | 10 | 0    |  | Zénith Saint-Pétersbourg   | 0-1 | 3-3 |     | 4-0 |
| 4    | Malmö FF                 | 1   | 6 | 0 | 1 | 5 | 1  | 14 | -13  |  | Malmö FF                   | 0-3 | 0-1 | 1-1 |     |

## Phase à élimination directe

### Les équipes qualifiées
Lisbonne
 SL Benfica
 Sporting CP
Madrid
 Atlético de Madrid
 Real Madrid
Manchester
 Manchester City
 Manchester United
| Groupe | 1er (tête de série) | 2e                  |
| ------ | ------------------- | ------------------- |
| A      | Manchester City     | Paris Saint-Germain |
| B      | Liverpool FC        | Atlético de Madrid  |
| C      | Ajax Amsterdam      | Sporting CP         |
| D      | Real Madrid         | Inter Milan         |
| E      | Bayern Munich       | SL Benfica          |
| F      | Manchester United   | Villarreal CF       |
| G      | LOSC Lille          | RB Salzbourg        |
| H      | Juventus FC         | Chelsea FC          |

### Huitièmes de finale
Pour le tirage des huitièmes de finale, les huit premiers de groupe du tour précédent sont têtes de série et reçoivent pour le match retour, ils ne peuvent donc pas se rencontrer. Deux équipes d'une même association nationale ne peuvent pas non plus se rencontrer en huitièmes de finale, de même que deux équipes issues du même groupe. Le tirage au sort a lieu le 13 décembre 2021 à Nyon.
Lors du tirage au sort, à la suite d'un problème technique, plusieurs irrégularités sont constatées : le hasard donne Manchester United-Villarreal, ce qui n'est pas possible car les deux équipes étaient dans le même groupe ; Giorgio Marchetti (en) reconnaît l'erreur et modifie l'adversaire mais lors du tirage du club qui s'opposera à l'Atlético Madrid, l'algorithme fausse les probabilités car il enlève Manchester United et rajoute Liverpool parmi les équipes potentielles. L'UEFA nullifie la procédure et décide de faire un deuxième tirage au sort trois heures plus tard,.
Les matchs aller se jouent les 15, 16, 22 et 23 février, et les matchs retour les 8, 9, 15 et 16 mars 2022.
| Équipe              | Aller | Total | Retour | Équipe            |
| ------------------- | ----- | ----- | ------ | ----------------- |
| RB Salzbourg        | 1 - 1 | 2 - 8 | 1 - 7  | Bayern Munich     |
| Sporting CP         | 0 - 5 | 0 - 5 | 0 - 0  | Manchester City   |
| SL Benfica          | 2 - 2 | 3 - 2 | 1 - 0  | Ajax Amsterdam    |
| Chelsea FC          | 2 - 0 | 4 - 1 | 2 - 1  | LOSC Lille        |
| Atlético de Madrid  | 1 - 1 | 2 - 1 | 1 - 0  | Manchester United |
| Villarreal CF       | 1 - 1 | 4 - 1 | 3 - 0  | Juventus FC       |
| Inter Milan         | 0 - 2 | 1 - 2 | 1 - 0  | Liverpool FC      |
| Paris Saint-Germain | 1 - 0 | 2 - 3 | 1 - 3  | Real Madrid       |

### Quarts de finale
Le tirage au sort des quarts de finale, demi-finales a lieu le 18 mars 2022 à Nyon. Les restrictions concernant les rencontres entre deux clubs d'un même pays ou d'un même groupe n'ont plus cours. Les quarts de finale se jouent les 5 et 6 avril pour les matchs aller, et les 12 et 13 avril pour les matchs retour.
| Équipe          | Aller | Total | Retour   | Équipe             |
| --------------- | ----- | ----- | -------- | ------------------ |
| Chelsea FC      | 1 - 3 | 4 - 5 | 3 - 2 ap | Real Madrid        |
| Manchester City | 1 - 0 | 1 - 0 | 0 - 0    | Atlético de Madrid |
| Villarreal CF   | 1 - 0 | 2 - 1 | 1 - 1    | Bayern Munich      |
| SL Benfica      | 1 - 3 | 4 - 6 | 3 - 3    | Liverpool FC       |

### Demi-finales
Les matchs aller se déroulent les 26 et 27 avril, et les matchs retour les 3 et 4 mai.
| Équipe          | Aller | Total | Retour   | Équipe        |
| --------------- | ----- | ----- | -------- | ------------- |
| Manchester City | 4 - 3 | 5 - 6 | 1 - 3 ap | Real Madrid   |
| Liverpool FC    | 2 - 0 | 5 - 2 | 3 - 2    | Villarreal CF |

### Finale
La finale se dispute sur une seule rencontre, le samedi 28 mai 2022. Elle devait initialement se disputer au stade de Saint-Pétersbourg en Russie mais à la suite du début de l'invasion par cette dernière de l'Ukraine le 24 février 2022, l'UEFA décide le lendemain que la finale sera jouée au stade de France à Saint-Denis.
| Équipe 1     | Score | Équipe 2    |
| ------------ | ----- | ----------- |
| Liverpool FC | 0 - 1 | Real Madrid |

### Tableau final
|  | Huitièmes de finale | Huitièmes de finale | Huitièmes de finale | Huitièmes de finale |                 |                 | Quarts de finale | Quarts de finale | Quarts de finale | Quarts de finale |  |  | Demi-finales | Demi-finales | Demi-finales | Demi-finales |  |  | Finale                                     | Finale | Finale | Finale |
|  |                     |                     |                     |                     |                 |                 |                  |                  |                  |                  |  |  |              |              |              |              |  |  |                                            |        |        |        |
|  |                     |                     |                     |                     |                 |                 |                  |                  |                  |                  |  |  |              |              |              |              |  |  | 28 mai 2022 - Stade de France, Saint-Denis |        |        |        |
|  | SL Benfica          | SL Benfica          | 2                   | 1                   |                 |                 |                  |                  |                  |                  |  |  |              |              |              |              |  |  |                                            |        |        |        |
|  | SL Benfica          | SL Benfica          | 2                   | 1                   |                 |                 |                  |                  |                  |                  |  |  |              |              |              |              |  |  |                                            |        |        |        |
|  | Ajax Amsterdam      | Ajax Amsterdam      | 2                   | 0                   |                 |                 |                  |                  |                  |                  |  |  |              |              |              |              |  |  |                                            |        |        |        |
|  | Ajax Amsterdam      | Ajax Amsterdam      | 2                   | 0                   | SL Benfica      | SL Benfica      | 1                | 3                |                  |                  |  |  |              |              |              |              |  |  |                                            |        |        |        |
|  |                     |                     |                     |                     | SL Benfica      | SL Benfica      | 1                | 3                |                  |                  |  |  |              |              |              |              |  |  |                                            |        |        |        |
|  |                     |                     | Liverpool FC        | Liverpool FC        | 3               | 3               |                  |                  |                  |                  |  |  |              |              |              |              |  |  |                                            |        |        |        |
|  | Inter Milan         | Inter Milan         | Liverpool FC        | Liverpool FC        | 3               | 3               | 0                | 1                |                  |                  |  |  |              |              |              |              |  |  |                                            |        |        |        |
|  | Inter Milan         | Inter Milan         |                     |                     |                 |                 |                  | 1                |                  |                  |  |  |              |              |              |              |  |  |                                            |        |        |        |
|  | Liverpool FC        | Liverpool FC        | 2                   | 0                   |                 |                 |                  |                  |                  |                  |  |  |              |              |              |              |  |  |                                            |        |        |        |
|  | Liverpool FC        | Liverpool FC        | 2                   | 0                   | Liverpool FC    | Liverpool FC    | 2                | 3                |                  |                  |  |  |              |              |              |              |  |  |                                            |        |        |        |
|  |                     |                     |                     |                     | Liverpool FC    | Liverpool FC    | 2                | 3                |                  |                  |  |  |              |              |              |              |  |  |                                            |        |        |        |
|  |                     |                     | Villarreal CF       | Villarreal CF       | 0               | 2               |                  |                  |                  |                  |  |  |              |              |              |              |  |  |                                            |        |        |        |
|  | Villarreal CF       | Villarreal CF       | Villarreal CF       | Villarreal CF       | 0               | 2               | 1                | 3                |                  |                  |  |  |              |              |              |              |  |  |                                            |        |        |        |
|  | Villarreal CF       | Villarreal CF       |                     |                     |                 |                 |                  | 3                |                  |                  |  |  |              |              |              |              |  |  |                                            |        |        |        |
|  | Juventus FC         | Juventus FC         | 1                   | 0                   |                 |                 |                  |                  |                  |                  |  |  |              |              |              |              |  |  |                                            |        |        |        |
|  | Juventus FC         | Juventus FC         | 1                   | 0                   | Villarreal CF   | Villarreal CF   | 1                | 1                |                  |                  |  |  |              |              |              |              |  |  |                                            |        |        |        |
|  |                     |                     |                     |                     | Villarreal CF   | Villarreal CF   | 1                | 1                |                  |                  |  |  |              |              |              |              |  |  |                                            |        |        |        |
|  |                     |                     | Bayern Munich       | Bayern Munich       | 0               | 1               |                  |                  |                  |                  |  |  |              |              |              |              |  |  |                                            |        |        |        |
|  | RB Salzbourg        | RB Salzbourg        | Bayern Munich       | Bayern Munich       | 0               | 1               | 1                | 1                |                  |                  |  |  |              |              |              |              |  |  |                                            |        |        |        |
|  | RB Salzbourg        | RB Salzbourg        |                     |                     |                 |                 |                  | 1                |                  |                  |  |  |              |              |              |              |  |  |                                            |        |        |        |
|  | Bayern Munich       | Bayern Munich       | 1                   | 7                   |                 |                 |                  |                  |                  |                  |  |  |              |              |              |              |  |  |                                            |        |        |        |
|  | Bayern Munich       | Bayern Munich       | 1                   | 7                   | Liverpool FC    | Liverpool FC    | 0                | 0                |                  |                  |  |  |              |              |              |              |  |  |                                            |        |        |        |
|  |                     |                     |                     |                     | Liverpool FC    | Liverpool FC    | 0                | 0                |                  |                  |  |  |              |              |              |              |  |  |                                            |        |        |        |
|  |                     |                     | Real Madrid         | Real Madrid         | 1               | 1               |                  |                  |                  |                  |  |  |              |              |              |              |  |  |                                            |        |        |        |
|  | Sporting CP         | Sporting CP         | Real Madrid         | Real Madrid         | 1               | 1               | 0                | 0                |                  |                  |  |  |              |              |              |              |  |  |                                            |        |        |        |
|  | Sporting CP         | Sporting CP         |                     |                     |                 |                 |                  | 0                |                  |                  |  |  |              |              |              |              |  |  |                                            |        |        |        |
|  | Manchester City     | Manchester City     | 5                   | 0                   |                 |                 |                  |                  |                  |                  |  |  |              |              |              |              |  |  |                                            |        |        |        |
|  | Manchester City     | Manchester City     | 5                   | 0                   | Manchester City | Manchester City | 1                | 0                |                  |                  |  |  |              |              |              |              |  |  |                                            |        |        |        |
|  |                     |                     |                     |                     | Manchester City | Manchester City | 1                | 0                |                  |                  |  |  |              |              |              |              |  |  |                                            |        |        |        |
|  |                     |                     | Atlético de Madrid  | Atlético de Madrid  | 0               | 0               |                  |                  |                  |                  |  |  |              |              |              |              |  |  |                                            |        |        |        |
|  | Atlético de Madrid  | Atlético de Madrid  | Atlético de Madrid  | Atlético de Madrid  | 0               | 0               | 1                | 1                |                  |                  |  |  |              |              |              |              |  |  |                                            |        |        |        |
|  | Atlético de Madrid  | Atlético de Madrid  |                     |                     |                 |                 |                  | 1                |                  |                  |  |  |              |              |              |              |  |  |                                            |        |        |        |
|  | Manchester United   | Manchester United   | 1                   | 0                   |                 |                 |                  |                  |                  |                  |  |  |              |              |              |              |  |  |                                            |        |        |        |
|  | Manchester United   | Manchester United   | 1                   | 0                   | Manchester City | Manchester City | 4                | 1                |                  |                  |  |  |              |              |              |              |  |  |                                            |        |        |        |
|  |                     |                     |                     |                     | Manchester City | Manchester City | 4                | 1                |                  |                  |  |  |              |              |              |              |  |  |                                            |        |        |        |
|  |                     |                     | Real Madrid         | Real Madrid         | 3               | 3 ap            |                  |                  |                  |                  |  |  |              |              |              |              |  |  |                                            |        |        |        |
|  | Chelsea FC          | Chelsea FC          | Real Madrid         | Real Madrid         | 3               | 3 ap            | 2                | 2                |                  |                  |  |  |              |              |              |              |  |  |                                            |        |        |        |
|  | Chelsea FC          | Chelsea FC          |                     |                     |                 |                 |                  | 2                |                  |                  |  |  |              |              |              |              |  |  |                                            |        |        |        |
|  | LOSC Lille          | LOSC Lille          | 0                   | 1                   |                 |                 |                  |                  |                  |                  |  |  |              |              |              |              |  |  |                                            |        |        |        |
|  | LOSC Lille          | LOSC Lille          | 0                   | 1                   | Chelsea FC      | Chelsea FC      | 1                | 3                |                  |                  |  |  |              |              |              |              |  |  |                                            |        |        |        |
|  |                     |                     |                     |                     | Chelsea FC      | Chelsea FC      | 1                | 3                |                  |                  |  |  |              |              |              |              |  |  |                                            |        |        |        |
|  |                     |                     | Real Madrid         | Real Madrid         | 3               | 2 ap            |                  |                  |                  |                  |  |  |              |              |              |              |  |  |                                            |        |        |        |
|  | Paris Saint-Germain | Paris Saint-Germain | Real Madrid         | Real Madrid         | 3               | 2 ap            | 1                | 1                |                  |                  |  |  |              |              |              |              |  |  |                                            |        |        |        |
|  | Paris Saint-Germain | Paris Saint-Germain |                     |                     |                 |                 |                  | 1                |                  |                  |  |  |              |              |              |              |  |  |                                            |        |        |        |
|  | Real Madrid         | Real Madrid         | 0                   | 3                   |                 |                 |                  |                  |                  |                  |  |  |              |              |              |              |  |  |                                            |        |        |        |
|  | Real Madrid         | Real Madrid         | 0                   | 3                   |                 |                 |                  |                  |                  |                  |  |  |              |              |              |              |  |  |                                            |        |        |        |
|  |                     |                     |                     |                     |                 |                 |                  |                  |                  |                  |  |  |              |              |              |              |  |  |                                            |        |        |        |

## Statistiques, classements et prix

### Joueurs de la saison
| Catégorie                 | Joueur           | Club         | Ref    |
| ------------------------- | ---------------- | ------------ | ------ |
| Meilleur joueur           | Karim Benzema    | Real Madrid  | [ 13 ] |
| Meilleur jeune joueur     | Vinícius Júnior  | Real Madrid  | [ 14 ] |
| But de la saison          | Karim Benzema    | Real Madrid  | [ 15 ] |
| But de la saison des Fans | Thiago Alcántara | Liverpool FC | [ 16 ] |

### Classements des buteurs et des passeurs décisifs
Statistiques officielles de l'UEFA, rencontres de la phase qualificative exclues.
| Rang | Buteur             | Club                | Buts | Passes | Minutes jouées |
| ---- | ------------------ | ------------------- | ---- | ------ | -------------- |
| 1    | Karim Benzema      | Real Madrid         | 15   | 1      | 1106           |
| 2    | Robert Lewandowski | Bayern Munich       | 13   | 3      | 876            |
| 3    | Sébastien Haller   | Ajax Amsterdam      | 11   | 1      | 668            |
| 4    | Mohamed Salah      | Liverpool FC        | 8    | 2      | 1008           |
| 5    | Riyad Mahrez       | Manchester City     | 7    | 2      | 986            |
| 6    | Christopher Nkunku | RB Leipzig          | 7    | 0      | 531            |
| 7    | Leroy Sané         | Bayern Munich       | 6    | 6      | 798            |
| 8    | Kylian Mbappé      | Paris Saint-Germain | 6    | 4      | 673            |
| 9    | Arnaut Danjuma     | Villarreal CF       | 6    | 2      | 906            |
| 10   | Cristiano Ronaldo  | Manchester United   | 6    | 0      | 611            |

| Rang | Passeur                | Club                | Passes | Buts | Minutes jouées |
| ---- | ---------------------- | ------------------- | ------ | ---- | -------------- |
| 1    | Bruno Fernandes        | Manchester United   | 7      | 0    | 520            |
| 2    | Leroy Sané             | Bayern Munich       | 6      | 6    | 798            |
| 3    | Vinícius Júnior        | Real Madrid         | 6      | 4    | 1199           |
| 4    | Antony                 | Ajax Amsterdam      | 5      | 2    | 577            |
| 5    | Kylian Mbappé          | Paris Saint-Germain | 4      | 6    | 673            |
| 6    | Gerard Moreno          | Villarreal CF       | 4      | 2    | 524            |
| 7    | Kevin De Bruyne        | Manchester City     | 4      | 2    | 734            |
| 8    | Étienne Capoue         | Villarreal CF       | 4      | 2    | 1046           |
| 9    | João Mário             | SL Benfica          | 4      | 0    | 493            |
| 10   | Trent Alexander-Arnold | Liverpool FC        | 4      | 0    | 794            |

### Classements par équipes
Statistiques officielles de l'UEFA, rencontres de la phase qualificative exclues.
| Rang | Club                     | Buts | Buts/match | Matchs joués |
| ---- | ------------------------ | ---- | ---------- | ------------ |
| 1    | Bayern Munich            | 31   | 3,10       | 10           |
| 2    | Liverpool FC             | 30   | 2,30       | 13           |
| 3    | Real Madrid              | 29   | 2,23       | 13           |
| 4    | Manchester City          | 29   | 2,41       | 12           |
| 5    | Ajax Amsterdam           | 22   | 2,75       | 8            |
| 6    | Chelsea FC               | 21   | 2,10       | 10           |
| 7    | Villarreal CF            | 20   | 1,66       | 12           |
| 8    | Paris Saint-Germain      | 15   | 1,87       | 8            |
| 9    | RB Leipzig               | 15   | 2,5        | 6            |
| 10   | SL Benfica               | 14   | 1,40       | 10           |
| 11   | Sporting CP              | 14   | 1,75       | 8            |
| 12   | Manchester United        | 12   | 1,50       | 8            |
| 13   | Atalanta Bergame         | 12   | 2          | 6            |
| 14   | Juventus FC              | 11   | 1,37       | 8            |
| 15   | RB Salzbourg             | 10   | 1,25       | 8            |
| 16   | Borussia Dortmund        | 10   | 1,66       | 6            |
| 16   | Zénith Saint-Pétersbourg | 10   | 1,66       | 6            |
| 18   | Atlético de Madrid       | 9    | 0,90       | 10           |
| 19   | Inter Milan              | 9    | 1,12       | 8            |
| 20   | LOSC Lille               | 8    | 1          | 8            |
| 21   | BSC Young Boys           | 7    | 1,16       | 6            |
| 21   | Sheriff Tiraspol         | 7    | 1,16       | 6            |
| 23   | AC Milan                 | 6    | 1          | 6            |
| 23   | Club Bruges KV           | 6    | 1          | 6            |
| 25   | Séville FC               | 5    | 0,83       | 6            |
| 25   | VfL Wolfsburg            | 5    | 0,83       | 6            |
| 27   | FC Porto                 | 4    | 0,67       | 6            |
| 28   | Beşiktaş JK              | 3    | 0,5        | 6            |
| 29   | Chakhtar Donetsk         | 2    | 0,33       | 6            |
| 29   | FC Barcelone             | 2    | 0,33       | 6            |
| 31   | Dynamo Kiev              | 1    | 0,17       | 6            |
| 31   | Malmö FF                 | 1    | 0,17       | 6            |

| Rang | Club                     | Buts encaissés | Buts encaissés/match | Matchs joués |
| ---- | ------------------------ | -------------- | -------------------- | ------------ |
| 1    | Séville FC               | 5              | 0,83                 | 6            |
| 2    | Bayern Munich            | 7              | 0,70                 | 10           |
| 3    | Inter Milan              | 7              | 0,87                 | 8            |
| 4    | Ajax Amsterdam           | 8              | 1                    | 8            |
| 4    | LOSC Lille               | 8              | 1                    | 8            |
| 6    | AC Milan                 | 9              | 1,50                 | 6            |
| 6    | FC Barcelone             | 9              | 1,50                 | 6            |
| 8    | Chelsea FC               | 10             | 1                    | 10           |
| 8    | Atlético de Madrid       | 10             | 1                    | 10           |
| 10   | Manchester United        | 10             | 1,25                 | 8            |
| 10   | Juventus FC              | 10             | 1,25                 | 8            |
| 12   | VfL Wolfsburg            | 10             | 1,66                 | 6            |
| 12   | Zénith Saint-Pétersbourg | 10             | 1,66                 | 6            |
| 14   | Paris Saint-Germain      | 11             | 1,37                 | 8            |
| 15   | Dynamo Kiev              | 11             | 1,83                 | 6            |
| 15   | FC Porto                 | 11             | 1,83                 | 6            |
| 15   | Borussia Dortmund        | 11             | 1,83                 | 6            |
| 15   | Sheriff Tiraspol         | 11             | 1,83                 | 6            |
| 19   | BSC Young Boys           | 12             | 2                    | 6            |
| 19   | Chakhtar Donetsk         | 12             | 2                    | 6            |
| 21   | Atalanta Bergame         | 13             | 2,16                 | 6            |
| 22   | Real Madrid              | 14             | 1.07                 | 13           |
| 22   | Liverpool FC             | 14             | 1.07                 | 13           |
| 24   | RB Salzbourg             | 14             | 1,75                 | 8            |
| 25   | Malmö FF                 | 14             | 2,33                 | 6            |
| 25   | RB Leipzig               | 14             | 2,33                 | 6            |
| 27   | SL Benfica               | 15             | 1,50                 | 10           |
| 28   | Manchester City          | 16             | 1,33                 | 12           |
| 28   | Villarreal CF            | 16             | 1,33                 | 12           |
| 30   | Sporting CP              | 17             | 2,12                 | 8            |
| 31   | Beşiktaş JK              | 19             | 3,16                 | 6            |
| 32   | Club Bruges KV           | 20             | 3,33                 | 6            |

### Hommes du match
| Club                | Score               | Club                | Joueur                               |
| Huitièmes de finale | Huitièmes de finale | Huitièmes de finale | Huitièmes de finale                  |
| ------------------- | ------------------- | ------------------- | ------------------------------------ |
| Paris Saint-Germain | 1 – 0               | Real Madrid         | Kylian Mbappé ( Paris Saint-Germain) |
| Sporting CP         | 0 – 5               | Manchester City     | Bernardo Silva ( Manchester City)    |
| Inter Milan         | 0 – 2               | Liverpool FC        | Virgil van Dijk ( Liverpool FC)      |
| FC Salzbourg        | 1 – 1               | Bayern Munich       | Mohamed Camara ( FC Salzbourg)       |
| Villarreal CF       | 1 – 1               | Juventus FC         | Dani Parejo ( Villarreal CF)         |
| Chelsea FC          | 2 – 0               | LOSC Lille          | N'Golo Kanté ( Chelsea FC)           |
| Atlético de Madrid  | 1 – 1               | Manchester United   | João Félix ( Atlético de Madrid)     |
| SL Benfica          | 2 – 2               | Ajax Amsterdam      | Noussair Mazraoui ( Ajax Amsterdam)  |
| Real Madrid         | 3 – 1               | Paris Saint-Germain | Karim Benzema ( Real Madrid)         |
| Manchester City     | 0 – 0               | Sporting CP         | Fernandinho ( Manchester City)       |
| Liverpool FC        | 0 – 1               | Inter Milan         | Milan Škriniar ( Inter Milan)        |
| Bayern Munich       | 7 – 1               | FC Salzbourg        | Robert Lewandowski ( Bayern Munich)  |
| Juventus FC         | 0 – 3               | Villarreal CF       | Gerónimo Rulli ( Villarreal CF)      |
| LOSC Lille          | 1 – 2               | Chelsea FC          | Christian Pulisic ( Chelsea FC)      |
| Manchester United   | 0 – 1               | Atlético de Madrid  | Koke ( Atlético de Madrid)           |
| Ajax Amsterdam      | 0 – 1               | SL Benfica          | Darwin Núñez ( SL Benfica)           |
| Quarts de finale    |                     |                     |                                      |
| Manchester City     | 1 – 0               | Atlético de Madrid  | Kevin de Bruyne ( Manchester City)   |
| SL Benfica          | 1 – 3               | Liverpool FC        | Luis Díaz ( Liverpool FC)            |
| Chelsea FC          | 1 – 3               | Real Madrid         | Karim Benzema ( Real Madrid)         |
| Villarreal CF       | 1 – 0               | Bayern Munich       | Giovani Lo Celso ( Villarreal CF)    |
| Real Madrid         | 2 – 3 ap            | Chelsea FC          | Luka Modrić ( Real Madrid)           |
| Bayern Munich       | 1 – 1               | Villarreal CF       | Raúl Albiol ( Villarreal CF)         |
| Atlético de Madrid  | 0 – 0               | Manchester City     | John Stones ( Manchester City)       |
| Liverpool FC        | 3 – 3               | SL Benfica          | Kóstas Tsimíkas ( Liverpool FC)      |
| Demi-finales        |                     |                     |                                      |
| Manchester City     | 4 – 3               | Real Madrid         | Bernardo Silva ( Manchester City)    |
| Liverpool FC        | 2 – 0               | Villarreal CF       | Thiago Alcántara ( Liverpool FC)     |
| Villarreal CF       | 2 – 3               | Liverpool FC        | Luis Díaz ( Liverpool FC)            |
| Real Madrid         | 3 – 1 ap            | Manchester City     | Thibaut Courtois ( Real Madrid)      |
| Finale              |                     |                     |                                      |
| Liverpool FC        | 0 – 1               | Real Madrid         | Thibaut Courtois ( Real Madrid)      |

### Joueurs de la semaine
| Journée                    | Joueur                | Club                |
| -------------------------- | --------------------- | ------------------- |
| Journée 1                  | Sébastien Haller      | Ajax Amsterdam      |
| Journée 2                  | Geórgios Athanasiádis | Sheriff Tiraspol    |
| Journée 3                  | Daley Blind           | Ajax Amsterdam      |
| Journée 4                  | Robert Lewandowski    | Bayern Munich       |
| Journée 5                  | Pedro Gonçalves       | Sporting CP         |
| Journée 6                  | Kylian Mbappé         | Paris Saint-Germain |
| Huitièmes de finale aller  | Kylian Mbappé         | Paris Saint-Germain |
| Huitièmes de finale aller  | N'Golo Kanté          | Chelsea FC          |
| Huitièmes de finale retour | Karim Benzema         | Real Madrid         |
| Huitièmes de finale retour | Gerónimo Rulli        | Villarreal CF       |
| Quarts de finale aller     | Karim Benzema         | Real Madrid         |
| Quarts de finale retour    | Luka Modrić           | Real Madrid         |
| Demi-finales aller         | Thiago Alcántara      | Liverpool FC        |
| Demi-finales retour        | Thibaut Courtois      | Real Madrid         |
| Finale                     | Thibaut Courtois      | Real Madrid         |

### Équipes-types

#### Team of the Season
| Gardien          | Défenseurs                                                            | Milieux                             | Attaquants                                  |
| ---------------- | --------------------------------------------------------------------- | ----------------------------------- | ------------------------------------------- |
| Thibaut Courtois | Andy Robertson Virgil van Dijk Antonio Rüdiger Trent Alexander-Arnold | Luka Modrić Fabinho Kevin De Bruyne | Vinícius Júnior Karim Benzema Kylian Mbappé |

#### Fantasy Football Team of the Season
| Gardien          | Défenseurs                                 | Milieux                                              | Attaquants                                        |
| ---------------- | ------------------------------------------ | ---------------------------------------------------- | ------------------------------------------------- |
| Thibaut Courtois | Reinildo Mandava Éder Militão João Cancelo | Mohamed Salah Arnaut Danjuma Riyad Mahrez Leroy Sané | Karim Benzema Robert Lewandowski Sébastien Haller |

## Nombre d'équipes par association et par tour
L'ordre des fédérations est établi suivant le classement UEFA des pays en 2021.
| Association |       | Barrages      | +   | Phase de groupes                                 | Huitièmes de finale                          | Quarts de finale                | Demi-finales           | Finale      |
| ----------- | ----- | ------------- | --- | ------------------------------------------------ | -------------------------------------------- | ------------------------------- | ---------------------- | ----------- |
| Espagne     |       |               | +5  | 5 Atlético, Barcelone, Real, Séville, Villarreal | 3 Atlético, Real, Villarreal                 | 3 Atlético, Real, Villarreal    | 2 Real, Villarreal     | 1 Real      |
| Angleterre  |       |               | +4  | 4 Chelsea, Liverpool, Man. City, Man. United     | 4 Chelsea, Liverpool, Man. City, Man. United | 3 Chelsea, Liverpool, Man. City | 2 Liverpool, Man. City | 1 Liverpool |
| Italie      |       |               | +4  | 4 Atalanta, Inter, Juventus, Milan               | 2 Inter, Juventus                            |                                 |                        |             |
| Allemagne   |       |               | +4  | 4 Bayern, Dortmund, Leipzig, Wolfsburg           | 1 Bayern                                     | 1 Bayern                        |                        |             |
| France      |       | 1 Monaco      | +2  | 2 Lille, Paris                                   | 2 Lille, Paris                               |                                 |                        |             |
| Portugal    |       | 1 Benfica     | +2  | 3 Porto, Benfica, Sporting                       | 2 Benfica, Sporting                          | 1 Benfica                       |                        |             |
| Russie      |       |               | +1  | 1 Zénith                                         |                                              |                                 |                        |             |
| Belgique    |       |               | +1  | 1 Bruges                                         |                                              |                                 |                        |             |
| Ukraine     |       | 1 Donetsk     | +1  | 2 Donetsk, Kiev                                  |                                              |                                 |                        |             |
| Pays-Bas    |       | 1 Eindhoven   | +1  | 1 Ajax                                           | 1 Ajax                                       |                                 |                        |             |
| Turquie     |       |               | +1  | 1 Beşiktaş                                       |                                              |                                 |                        |             |
| Autriche    |       | 1 Salzbourg   |     | 1 Salzbourg                                      | 1 Salzbourg                                  |                                 |                        |             |
| Danemark    |       | 1 Brøndby     |     |                                                  |                                              |                                 |                        |             |
| Suisse      |       | 1 Young Boys  |     | 1 Young Boys                                     |                                              |                                 |                        |             |
| Croatie     |       | 1 Zagreb      |     |                                                  |                                              |                                 |                        |             |
| Suède       |       | 1 Malmö       |     | 1 Malmö                                          |                                              |                                 |                        |             |
| Bulgarie    |       | 1 Ludogorets  |     |                                                  |                                              |                                 |                        |             |
| Hongrie     |       | 1 Ferencváros |     |                                                  |                                              |                                 |                        |             |
| Moldavie    |       | 1 Tiraspol    |     | 1 Tiraspol                                       |                                              |                                 |                        |             |
| Total       | Total | 12            | +26 | 32                                               | 16                                           | 8                               | 4                      | 2           |